# Indy 200 at Mid-Ohio 2022
Der Indy 200 at Mid-Ohio (offiziell Honda Indy 200 at Mid-Ohio) auf dem Kurs Mid-Ohio Sports Car Course fand am 3. Juli 2022 statt und ging über eine Distanz von 80 Runden à 3,633 km. Es war der neunte Lauf zur IndyCar Series 2022.

## Bericht
Aus der Pole Position startete Pato O’Ward (Arrow McLaren SP), er ging in Führung vor Scott McLaughlin (Team Penske). Die anderen Fahrer, die in der Meisterschaftstabelle vorne waren vor diesem Rennen, hatten Probleme im Qualifying. So startete Marcus Ericsson (Chip Ganassi Racing) nur vom 13. Startplatz und dahinter Josef Newgarden (Team Penske). Will Power (Team Penske) belegte gar nur den 21. Rang. Power legte sich in der ersten Runde mit Takuma Satō (Dale Coyne Racing) an, was in einem Dreher für Power endete, er fiel zurück ans Ende des Fahrerfeldes. Nach der 29. Runde fuhr Spitzenreiter O’Ward an die Boxen zum ersten Stopp. Währenddessen verunfallte Kyle Kirkwood, er schlug in einen Reifenstapel ein. McLaughlin erbte die Führung und fuhr unter Gelb zum Boxenstopp. Scott Dixon (Chip Ganassi Racing), Colton Herta (Andretti Motorsport) und Ericsson taten es O’Ward gleich. Beim Neustart lag McLaughlin in Führung vor Alex Palou (Chip Ganassi Racing) und O’Ward, dahinter Herta und Dixon. Nach einer weiteren Gelbphase kam O’Ward zum zweiten Stopp. Das Auto hatte allerdings ein technisches Problem und blieb stehen in der Box, zuvor schon hatte er per Funk über Leistungsverlust geklagt. Kurz übernahm Herta die Führung, verpasste aber nach einer weiteren Gelbphase den Boxenstopp. Die Teamkollegen Alexander Rossi und Romain Grosjean (beide Andretti Autosport), waren sich nicht einig über die Vorfahrt und lösten Gelb aus. Nun steuerte Herta die Box an und McLaughlin ging wieder in Führung. Beim Restart war Palou auf Rang zwei und nach einer gelungenen Aufholjagd Power auf dem dritten Platz. In dieser Reihenfolge ging das Rennen zu Ende. In der Meisterschaft führte Ericsson mit 20 Punkten Vorsprung auf Power und Newgarden, der das Rennen auf dem siebten Rang beendete.

## Klassifikationen

### Qualifying / Start
| Pos | Nr | Fahrer              | Team                                 | Motor     | Start |
| --- | -- | ------------------- | ------------------------------------ | --------- | ----- |
| 1   | 5  | Pato O’Ward         | Arrow McLaren SP                     | Chevrolet | 1     |
| 2   | 3  | Scott McLaughlin    | Team Penske                          | Chevrolet | 2     |
| 3   | 26 | Colton Herta        | Andretti Autosport / Curb-Agajanian  | Honda     | 3     |
| 4   | 7  | Felix Rosenqvist    | Arrow McLaren SP                     | Chevrolet | 4     |
| 5   | 9  | Scott Dixon         | Chip Ganassi Racing                  | Honda     | 5     |
| 6   | 60 | Simon Pagenaud      | Meyer Shank Racing                   | Honda     | 6     |
| 7   | 10 | Alex Palou          | Chip Ganassi Racing                  | Honda     | 7     |
| 8   | 18 | David Malukas       | Dale Coyne Racing / HMD Motorsports  | Honda     | 8     |
| 9   | 14 | Kyle Kirkwood       | A. J. Foyt Enterprises               | Chevrolet | 9     |
| 10  | 77 | Callum Ilott        | Juncos Hollinger Racing              | Chevrolet | 10    |
| 11  | 21 | Rinus VeeKay        | Ed Carpenter Racing                  | Chevrolet | 11    |
| 12  | 27 | Alexander Rossi     | Andretti Autosport                   | Honda     | 12    |
| 13  | 8  | Marcus Ericsson     | Chip Ganassi Racing                  | Honda     | 13    |
| 14  | 2  | Josef Newgarden     | Team Penske                          | Chevrolet | 14    |
| 15  | 06 | Hélio Castroneves   | Meyer Shank Racing                   | Honda     | 15    |
| 16  | 30 | Christian Lundgaard | Rahal Letterman Lanigan Racing       | Honda     | 16    |
| 17  | 28 | Romain Grosjean     | Andretti Autosport                   | Honda     | 17    |
| 18  | 15 | Graham Rahal        | Rahal Letterman Lanigan Racing       | Honda     | 18    |
| 19  | 51 | Takuma Satō         | Dale Coyne Racing / Rick Ware Racing | Honda     | 19    |
| 20  | 29 | Devlin DeFrancesco  | Andretti Steinbrenner Autosport      | Honda     | 20    |
| 21  | 12 | Will Power          | Team Penske                          | Chevrolet | 21    |
| 22  | 20 | Conor Daly          | Ed Carpenter Racing                  | Chevrolet | 22    |
| 23  | 4  | Dalton Kellett      | A. J. Foyt Enterprises               | Chevrolet | 23    |
| 24  | 45 | Jack Harvey         | Rahal Letterman Lanigan Racing       | Honda     | 24    |
| 25  | 16 | Simona de Silvestro | Paretta Autosport                    | Chevrolet | 25    |
| 26  | 11 | Tatiana Calderón    | A. J. Foyt Enterprises               | Chevrolet | 26    |
| 27  | 48 | Jimmie Johnson      | Chip Ganassi Racing                  | Honda     | 27    |

### Endergebnis
| Pos | Nr | Fahrer                  | Team                                 | Motor     | Runden | Zeit/Rückstand | Boxenstopps | Startplatz | Führungsrunden | Punkte |
| --- | -- | ----------------------- | ------------------------------------ | --------- | ------ | -------------- | ----------- | ---------- | -------------- | ------ |
| 1   | 3  | Scott McLaughlin        | Team Penske                          | Chevrolet | 80     | 1:46:43.3290   | 2           | 2          | 45             | 53     |
| 2   | 10 | Alex Palou              | Chip Ganassi Racing                  | Honda     | 80     | 0.5512         | 2           | 7          |                | 40     |
| 3   | 12 | Will Power              | Team Penske                          | Chevrolet | 80     | 3.8415         | 3           | 21         |                | 35     |
| 4   | 21 | Rinus VeeKay            | Ed Carpenter Racing                  | Chevrolet | 80     | 11.3742        | 2           | 11         |                | 32     |
| 5   | 9  | Scott Dixon             | Chip Ganassi Racing                  | Honda     | 80     | 12.3194        | 2           | 5          |                | 30     |
| 6   | 8  | Marcus Ericsson         | Chip Ganassi Racing                  | Honda     | 80     | 13.0700        | 2           | 13         |                | 28     |
| 7   | 2  | Josef Newgarden         | Team Penske                          | Chevrolet | 80     | 13.7717        | 2           | 14         |                | 26     |
| 8   | 06 | Hélio Castroneves       | Meyer Shank Racing                   | Honda     | 80     | 16.8590        | 2           | 15         |                | 24     |
| 9   | 18 | David Malukas (R)       | Dale Coyne Racing / HMD Motorsports  | Honda     | 80     | 19.0958        | 2           | 8          |                | 22     |
| 10  | 60 | Simon Pagenaud          | Meyer Shank Racing                   | Honda     | 80     | 26.1914        | 2           | 6          |                | 20     |
| 11  | 30 | Christian Lundgaard (R) | Rahal Letterman Lanigan Racing       | Honda     | 80     | 27.0849        | 2           | 16         |                | 19     |
| 12  | 15 | Graham Rahal            | Rahal Letterman Lanigan Racing       | Honda     | 80     | 28.9183        | 3           | 18         |                | 18     |
| 13  | 20 | Conor Daly              | Ed Carpenter Racing                  | Chevrolet | 80     | 29.4121        | 2           | 22         |                | 17     |
| 14  | 51 | Takuma Satō             | Dale Coyne Racing / Rick Ware Racing | Honda     | 80     | 29.7488        | 2           | 19         |                | 16     |
| 15  | 26 | Colton Herta            | Andretti Autosport / Curb-Agajanian  | Honda     | 80     | 35.6803        | 2           | 3          | 7              | 16     |
| 16  | 48 | Jimmie Johnson          | Chip Ganassi Racing                  | Honda     | 80     | 36.6512        | 2           | 27         |                | 14     |
| 17  | 29 | Devlin DeFrancesco (R)  | Andretti Steinbrenner Autosport      | Honda     | 80     | 39.6556        | 2           | 20         |                | 13     |
| 18  | 16 | Simona de Silvestro     | Paretta Autosport                    | Chevrolet | 80     | 46.0278        | 3           | 25         |                | 12     |
| 19  | 27 | Alexander Rossi         | Andretti Autosport                   | Honda     | 80     | 46.9341        | 4           | 12         |                | 11     |
| 20  | 45 | Jack Harvey             | Rahal Letterman Lanigan Racing       | Honda     | 80     | 1:05.0242      | 6           | 24         |                | 10     |
| 21  | 28 | Romain Grosjean         | Andretti Autosport                   | Honda     | 79     | 1 Rd.          | 3           | 17         |                | 9      |
| 22  | 4  | Dalton Kellett          | A. J. Foyt Enterprises               | Chevrolet | 78     | 2 Rd.          | 3           | 23         |                | 8      |
| 23  | 77 | Callum Ilott (R)        | Juncos Hollinger Racing              | Chevrolet | 57     | Motor          | 2           | 10         |                | 7      |
| 24  | 5  | Pato O’Ward             | Arrow McLaren SP                     | Chevrolet | 52     | Benzinzufuhr   | 1           | 1          | 28             | 8      |
| 25  | 11 | Tatiana Calderón (R)    | A. J. Foyt Enterprises               | Chevrolet | 51     | Getriebe       | 1           | 26         |                | 5      |
| 26  | 14 | Kyle Kirkwood (R)       | A. J. Foyt Enterprises               | Chevrolet | 28     | Unfall         | 1           | 9          |                | 5      |
| 27  | 7  | Felix Rosenqvist        | Arrow McLaren SP                     | Chevrolet | 8      | Motor          |             | 4          |                | 5      |

(R)=Rookie / 3 Gelbphasen für insgesamt 17 Rd.